# Euriphene gabonica
Euriphene gabonica är en fjärilsart som beskrevs av Georges Bernardi 1966. Euriphene gabonica ingår i släktet Euriphene och familjen praktfjärilar. Inga underarter finns listade i Catalogue of Life.